# Cambarellus diminutus
Cambarellus diminutus е вид ракообразно от семейство Cambaridae.

## Разпространение и местообитание
Видът е разпространен в САЩ (Алабама и Мисисипи).
Обитава крайбрежията на сладководни басейни, заливи и потоци.